# Светлый Ерек
Светлый Ерек — посёлок в Черноземельском районе Калмыкии, в составе Артезианского сельского муниципального образования. Население — 9 (2014)

## География
Посёлок расположен на юго-востоке Черноземельского района в 25 км к западу от административного центра сельского поселения посёлка Артезиан, на высоте около 15 метров ниже уровня мирового океана. Почвы бурые солонцеватые и солонцы (автоморфные), также в окрестностях посёлка имеются участки незакреплённых песков.
В 2 км к югу от посёлка проходит республиканская автодорога Комсомольский — Артезиан.

## История
Дата основания населённого пункта не установлена. Предположительно основан во второй половине XX века. Впервые обозначен на топографической карте 1984 года.

## Население
| 2002 | 2010 | 2013 | 2014 |
| ---- | ---- | ---- | ---- |
| 22   | ↗135 | ↘9   | →9   |

Национальный состав
Согласно результатам переписи 2002 года большинство населения посёлка составляли даргинцы (89 %)